# معراج‌نامه (کتاب)

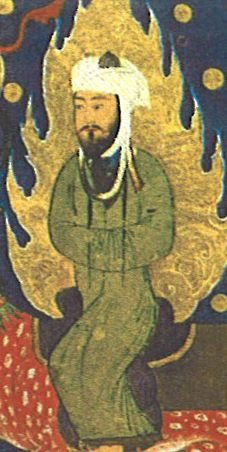

معراج‌نامه کتابی است که به داستان معراج جسمانی و روحانی محمد می‌پردازد که هنرمندان مسلمان ایرانی به نسخه برداری و نگارگری مضامین تصویری آن پرداختند. هنر نقاشی ایران در حدود سده‌های هفتم هجری قمری تا سدهٔ یازدهم دارای فراز خاصی در رنگ و فرم بود. معراجنامه ایلخانی در دوران حکومت ابوسعید ایلخان در تبریز تصویرسازی شده‌است.
ساختار نقاشی‌های این معراجنامه دارای استحکام فرم، رنگ و ترکیب بندی است و تفاوت اساسی با سایر نگارگری‌های آن دوران دارد. در این معراجنامه ما با شیوه ای خاص در نگرش به فرم و رنگ مواجهیم که مایه‌های طبیعت پردازانه آن چشمگیر است که شیوه درشت پیکره از خصوصیات بارز آن می‌باشد. تأثیرات هنر نقاشی چین و بیزانس درترسیم پیکره‌ها به وضوح قابل مشاهده است.

## الهام
این اثر با الهام از آیه اول از سوره هفدهم قرآن ، " اسراء " است: 
پاک و منزه است خدایی که در (مبارک) شبی بنده خود (محمّد) را از مسجد حرام (مکّه معظّمه) به مسجد اقصایی که پیرامونش را مبارک و پر نعمت ساختیم سیر داد تا آیات و اسرار غیب خود را به او بنماییم که او (خدا) به حقیقت شنوا و بیناست.— ترجمه قمشه‌ای

## پیوند بیرون
- متن در مورد تصاویر در آثار میراج